# Flugplatz Sauðanes

i8
i11
i13
Der Flugplatz Sauðanes (isländisch Sauðanesflugvöllur, IATA-Code: THO, ICAO-Code: BITH)  lag im Nordosten von Island.
Er war der erste Flugplatz der Stadt Þórshöfn in der Gemeinde Langanesbyggð.
Er lag  etwa 8 km nördlich der Stadt und war über den Langanesvegur  zu erreichen.
Am Anfang gab es 1953 eine 400 m lange Start- und Landebahn für Krankentransporte.
Sie lag etwa 100 m südlich der Küste und verlief in Ostwest-Richtung.
Bis 1957 wurde der Flugplatz bis auf 1100 m ausgebaut und man baute noch eine 300 m lange Start- und Landebahn quer dazu.
Seit Juli 1955 gab es eine Linienflugverbindung von Reykjavík über Akureyri nach Þórshöfn.
Im Jahr 1976 gab es die ersten Pläne für einen neuen Flughafen Þórshöfn.
Dieser wurde im Oktober 1994 eröffnet und der Flugplatz Sauðanes wurde geschlossen.

## Zwischenfälle
Am 25. Juli 1969 verunglückte eine Douglas DC-3 (C-47J) der US Navy beim Start.
Alle Insassen überlebten.
Die Maschine trug die Bureau Number 150187.
Das Wrack der DC-3, diente dem privaten Landbesitzer (etwa 130 m südlich der ehemaligen Landebahn) als Pferde- und Schafsunterstand.
Es wurde im Juni 2023 verkauft und nach Südisland transportiert, nachdem viele Touristen den Betrieb auf dem Bauernhof stark gestört hatten.